# العلاقات الموريشيوسية النيجيرية
العلاقات الموريشيوسية النيجيرية هي العلاقات الثنائية التي تجمع بين موريشيوس ونيجيريا.

## مقارنة بين البلدين
هذه مقارنة عامة ومرجعية للدولتين:
| وجه المقارنة                                              | موريشيوس                 | نيجيريا                     |
| --------------------------------------------------------- | ------------------------ | --------------------------- |
| المساحة (كم2)                                             | 2.04 ألف                 | 923.77 ألف                  |
| عدد السكان (نسمة)                                         | 1.26 مليون               | 190.89 مليون                |
| الكثافة السكانية (ن./كم²)                                 | 617.65                   | 206.64                      |
| العاصمة                                                   | بورت لويس                | أبوجا، لاغوس                |
| اللغة الرسمية                                             | لغة إنجليزية، لغة فرنسية | لغة إنجليزية، اللغة اليوربا |
| العملة                                                    | روبي موريشي              | نيرة نيجيرية                |
| الناتج المحلي الإجمالي (بليون دولار)                      | 13.34 مليار              | 375.77 مليار                |
| الناتج المحلي الإجمالي (تعادل القوة الشرائية) بليون دولار | 25.36 مليار              | 1.09 تريليون                |
| الناتج المحلي الإجمالي الاسمي للفرد دولار أمريكي          | 9.25 ألف                 | 2.64 ألف                    |
| الناتج المحلي الإجمالي للفرد دولار أمريكي                 | 18.59 ألف                | 5.91 ألف                    |
| مؤشر التنمية البشرية                                      | 0.777                    | 0.514                       |
| رمز المكالمات الدولي                                      | +230                     | +234                        |
| رمز الإنترنت                                              | .mu                      | .ng                         |
| المنطقة الزمنية                                           | ت ع م+04:00              | ت ع م+01:00                 |

## منظمات دولية مشتركة
يشترك البلدان في عضوية مجموعة من المنظمات الدولية، منها:
| علم المنظمة | اسم المنظمة                                 | تاريخ انضمام موريشيوس | تاريخ انضمام نيجيريا |
| ----------- | ------------------------------------------- | --------------------- | -------------------- |
|             | البنك الإفريقي للتنمية                      | ?                     | ?                    |
|             | المركز الدولي لتسوية المنازعات الاستشارية   | 2 يوليو 1969          | 14 أكتوبر 1966       |
|             | المنظمة الهيدروغرافية الدولية               | ?                     | ?                    |
|             | مؤسسة التنمية الدولية                       | 23 سبتمبر 1968        | 14 نوفمبر 1961       |
|             | مؤسسة التمويل الدولية                       | 23 سبتمبر 1968        | 30 مارس 1961         |
|             | الاتحاد البريدي العالمي                     | ?                     | ?                    |
|             | البنك الدولي للإنشاء والتعمير               | 23 سبتمبر 1968        | 30 مارس 1961         |
|             | منظمة التجارة العالمية                      | ?                     | ?                    |
|             | منظمة حظر الأسلحة الكيميائية                | ?                     | ?                    |
|             | الفريق المعني برصد الأرض                    | ?                     | ?                    |
|             | الأمم المتحدة                               | 24 أبريل 1968         | 7 أكتوبر 1960        |
|             | مجموعة دول أفريقيا والكاريبي والمحيط الهادئ | ?                     | ?                    |
|             | الاتحاد الأفريقي                            | ?                     | ?                    |
|             | وكالة ضمان الاستثمار متعدد الأطراف          | 28 ديسمبر 1990        | 12 أبريل 1988        |
|             | منظمة الشرطة الجنائية الدولية               | ?                     | ?                    |
|             | يونسكو                                      | 25 أكتوبر 1968        | 14 نوفمبر 1960       |
|             | دول الكومنولث                               | ?                     | ?                    |
|             | الاتحاد الدولي للاتصالات                    | 30 أغسطس 1969         | 11 أبريل 1961        |

## وصلات خارجية
- موقع وزارة الخارجية النيجيرية